# كلية الرافدين الجامعة
جامعة الرافدين الاهلية هي جامعة عراقية أهلية تم تأسيسها في 23/11/1988. وتعد الجمعية العراقية للعلوم الاحصائية هي الجهة المؤسسة للكلية. وأنطلقت الدراسة بهذه الكلية ابتداءً من العام الدراسي 1988/1989، وتعد من أعرق الجامعات الأهلية في العراق، وتمنح شهادة البكالوريوس في مختلف الاختصاصات العلمية وهي تخضع لقوانين وأنظمة وتعليمات وضوابط وزارة التعليم العالي والبحث العلمي من خلال الاشراف العلمي والتربوي المباشر على انشطتها المختلفة وبذلك فان الشهادة التي تمنحها الكلية معترف بها من قبل تلك الوزارة.
تضم جامعة الرافدين الجامعة حاليا إحدى عشر قسماً طبياً وهندسياً وعلمياً مدة الدراسة في كل قسم منها أربع سنوات يمنح الطالب بعد اجتيازها بنجاح شهادة بكالوريوس هندسة وعلوم في تخصصه عدا قسم طب الأسنان والصيدلة حيث مدة دراستهما خمس سنوات ويمنح شهادة طب الأسنان وصيدلة. والنظام الدراسي في الكلية نظام سنوي يتكون من فصلين دراسيين عدا قسم الصيدلة الذي يعتمد النظام الفصلي، تعتمد الشهادات الممنوحة للطالب من قبل وزارة التعليم العالي والبحث العلمي والوزارات الأخرى ذات العلاقة بأختصاصات الطالب لأغراض التعيين والدراسات العلبا (الدبلوم العالي والماجستير والدكتوراه).
الجامعة تضم العديد من الكليات المختلفة حيث تضم الآن 12 مختبرا طبيا و25 مختبرا هندسيا وعلميا وكذلك تمتلك ما يقارب 60 قاعة دراسية و40 قاعة في بناية أخرى تابعة لها، إضافة إلى ذلك فلدى الكلية نشاطات فنية وثقافية وشعرية بالإضافة إلى عقد المؤتمرات والندوات العلمية السنوية وكذلك النشاطات الرياضية.

## بنايات الكلية
للكلية الآن ثلاث بنايات، البناية الرئيسية الواقعة في شارع فلسطين/بغداد والتي تحتوي على عمادة الكلية وبعض الاقسام الهندسية والعلمية مثل هندسة الاتصالات وهندسة تقنيات الحاسوب، والبناية الثانية الواقعة في حي البنوك/بغداد والتي تحتوي على اقسام هندسية وعلمية أخرى أخرى مثل هندسة التبريد والتكييف، بالإضافة إلى بناية مستشفى طب الأسنان في حي القاهرة.

## أقسام الكلية
تتكون الكلية من:
1. قسم طب الأسنان: تأسس القسم سنة 2009 ويخريج أطباء أسنان بدرجة بكالوريوس مؤهلين للعمل في القطاع العام والقطاع الخاص. جهز القسم بقاعات ومختبرات للعلوم الأساسية ويمتلك القسم مركز صحي في الكلية لتقديم خدمات الرعاية الأولية للتدريسيين والمنتسبين والطلبة وكذلك يمتلك عيادات استشارية في طب الأسنان.
2. قسم الصيدلة: تأسس القسم سنة 2011 لتخريج صيادلة بدرجة بكلوريوس مؤهلين للعمل في القطاع الخاص والعام.
3. قسم هندسة اتصالات الحاسوب: تأسس قسم هندسة اتصالات الحاسبات سنة 2004 ويهدف القسم إلى إعداد كوادر متخصصة من المهندسين في مجالات هندسة اتصالات الحاسبات والتي تربط بين علم الحاسبات ومكوناتها المادية وهندسة الاتصالات الرقمية وكافة تقنياتها وطرق الاتصالات بين الحاسبات عبر الوسائط المختلفة مثل الكابلات الضوئية والكابلات النحاسية وعبر الأقمار الصناعية، ويعطي هذا القسم شهادة البكالوريوس في هندسة الاتصالات.
4. قسم هندسة تقنيات التبريد والتكييف: تأسس هذا القسم سنة 2006 ويعد أحد تخصصات الهندسة الميكانيكية، ويعطي شهادة البكالوريوس في منظومات التبريد والتكييف ويخرج مهندسين تمكنهم من تصميم وتصنيع وإنتاج أجهزة التبريد والتكييف بصورة خاصة وكذلك الأجهزة الميكانيكية بصورة عامة ولهم القدرة على تشغيل وصيانة هذه الأجهزة وكذلك يمكنهم من الألمام بتفاصيل عمل منظومة التبريد والتكييف واكتساب المعرفة المفصلة عن جميع المكائن والمنظومات الخاصة بهذا الموضوع والقابلية على تصميم وتصنيع بدائل الأجزاء العاطلة في المنظومة.
5. قسم هندسة تقنيات الحاسوب: تأسس هذا القسم سنة 2006 حيث يؤهل خريج هذا القسم ليكون مهندساً في مجال الحاسبات (تصميم، برامجيات، صيانة وتطوير) وفي مجال السيطرة (وحدات سيطرة، خرائط سيطرة)وغيرها من المجالات.
6. قسم هندسة برامجيات الحاسوب: تأسس هذا القسم سنة 1998 ويعد قسم هندسة البرامجيات من أوائل الأقسام التخصصية في هذا المجال ويعتبر فرع من فروع كلية الهندسة ويعمل على عملية تطوير ومتابعة تنفيذ البرامج حيث يهدف إلى إعداد كوادر متخصصة في مجال هندسة البرامجيات.
7. قسم علوم الحاسوب: يعتبر قسم علوم الحاسبات من الأقسام الرئيسة في الكلية حيث تأسس سنة 1994 ويهدف هذا القسم إلى إعداد متخصصين في تصميم البرامجيات التقنية للحاسبات الإلكترونية كالمترجمات ونظم التشغيل وأنظمة إدارة قواعد البيانات وغيرها فضلاً عن تصميم وإعداد وتشغيل الأنظمة والبرامجيات التطبيقية. ويكون خريج هذا القسم مؤهلاً للعمل في تحليل وتقسيم البرامجيات في مختلف المجالات التقنية والتطبيقية والبحثية.
8. قسم علوم المحاسبة: تأسس قسم المحاسبة سنة 1999 ويهدف القسم إلى إعداد محاسبين مؤهلين للعمل في المنظمات المختلفة ويمكن للطالب المتخرج من هذا القسم العمل في كافة مؤسسات ودوائر القطاع العام والقطاع الخاص في اختصاص المحاسبة سواء اكانـت هذه المؤسسات إنتاجية أو خدمية.
9. قسم القانون : تأسس قسم القانون سنة 2008 ويمنح الخريج من القسم شهادة البكالوريوس في القانون.

## مجلس الكلية
تشكل مجلس الكلية (وهو أعلى هيئة علمية وإدارية في الكلية) حسب قانون الجامعات والكليات الأهلية العراقية، ويتألف من عميد الكلية وعضوية رؤساء الأقسام العلمية ومعاون العميد وممثل عن وزارة التعليم العالي والبحث العلمي ممن تتوافر فيه شروط عضو الهيئة التدريسية وأحد الخبراء من ذوي الاختصاص يختاره مجلس الكلية لمدة سنتين قابلة للتجديد ولمرة واحدة وممثل واحد عن الجهة المؤسسة للجامعة ممن تتوافر فيه شروط الهيئة التدريسية.
ولمجلس الكلية أن يستدعي عند الضرورة لحضور جلساته من يرتأي الاستعانة بكفاءته وخبرته وليس له حق التصويت. ويتولى مجلس الكلية مهمة تنفيذ سياسة الكلية العلمية والتربوية ويقوم بإقرار المناهج ومفردات المواد الدراسية ومنح الشهادات والدرجات العلمية وفق القوانين والتعليمات النافذة ويقوم بتنظيم البحث العلمي وتوفير مستلزماته واستخدام واستقدام المحاضرين من داخل وخارج القطر.

## المنح الدراسية
تقدم كلية الرافدين الجامعة في كل عام منحاً دراسية ومساعدات مادية للطلبة على النحو الآتي:
أ. الخصومات المالية
- (1) يعفى أبناء المؤسسين للكلية من الأجور الدراسية.
- (2) يعفى أبناء التدريسيين على الملاك الدائم في الكلية من المستمرين بالخدمة من الأجور الدراسية.
- (3) يخفض القسط الدراسي لأبناء الإداريين المستمرين بالخدمة 10% عن كل سنة خدمة.

ب.منح التفوق العلمي
- يعفى المتفوق الأول للأقسام العلمية ولكافة المراحل من نصف الأجور الدراسية.

ج. منح صندوق التكامل الاجتماعي
- تقدم الكلية في كل عام منح مادية من صندوق التكامل الاجتماعي تمنح للطلبة المستحقين وترشح لجنة يشكلها عميد الكلية لهذا الغرض ومن المعايير المعتمدة.

## وحدة الإنترنت والأنظمة
واجبات وحدة الإنترنت والأنظمة كما يلي:
- (أ) شعبة الشبكات المحلية: تكون هذه الشعبة مسؤولة عن تصميم وتنفيذ الشبكات المحلية السلكية واللاسلكية ومراقبة عملها عبر مركز مراقبة مركزي. ووضع الصلاحيات والتفويضات وتعديلها لجميع العاملين على الشبكات المحلية بما يؤمن الاستخدام الآمن للتراسل العائد للشبكات والأنظمة العاملة.وإصلاح التوقفات الآنية والدائمية في الشبكات المحلية. وتقوم بالتشغيل اليومي لخوادم الشبكة الخاصة بالشبكات المحلية. وكذلك تنظيم الدورات الخاصة بتصميم وتنفيذ الشبكات المحلية السلكية واللاسلكية وبالتنسيق مع المكتب الاستشاري العائد للكلية. وأيضاستخدام خدمات الإنترنت المتاحة وتوظيفها داخل الشبكات المحلية.
- (ب) شعبة الشبكة الدولية: تكون هذه الشعبة مسؤولة عن تأمين حجز نطاق العمل الترددي ضمن شبكة الإنترنت. ومعالجة التوقفات التي تحدث بمحطة الاتصال. وتنظيم عمل نطاق العمل الترددي المخصص للكلية على شبكة الإنترنت بما يجعل استثماره بصورة كفوءة. والتشغيل اليومي وتأمين التراسل الأمن لمحطة الاتصال (vsat) وتأمين الاشتراك بها. وتصميم وتنفيذ الأنظمة التي تساند موقع الكلية والعمل على تحديثها وتطويرها.

وأيضا تنظيم الدورات الخاصة باستخدام شبكة الإنترنت وتصميم المواقع وبالتنسيق مع المكتب الاستشاري العائد للكلية.
- (ج) شعبة الأنظمة والتطوير: تكون هذه الشعبة مسؤولة عن تصميم وتنفيذ الأنظمة الحديثة التي تخدم الكلية واقسامها ووحداتها المتعددة باستخدام البرامجيات الحديثة. وإدامة عمل الأنظمة القديمة العاملة بالكلية والعمل على تحويلها للعمل وفق البرامجيات الحديثة. وتقوم بتأمين البرامجيات الحديثة والعمل على تدريب منتسبي الكلية والإشراف على عمل الأنظمة الجاهزة داخل الكلية. وتقوم بجمع وفهرسة المادة العلمية والأخبارية العائدة لموقع الكلية. والقيام باجراء الدراسات والبحوث وتنظيم الدورات الخاصة بقواعد البيانات والبرمجة المرئية وبالتنسيق مع المكتب الاستشاري العائد للكلية.

## مختبرات الكلية
حاولت الكلية جاهدة لتهيئة المختبرات اللازمة، وقامت بإضافة وتطوير المختبرات الموجودة من خلال تأمين الأجهزة والمعدات الإلكترونية التي تستخدم في المختبرات الدراسية لخدمة الطلبة وبحوثهم العلمية، كما تسعى الكلية إلى تعزيز الإعداد الموجودة حالياً من المنظومات الإلكترونية بإعداد إضافية أخرى وصولاً لتوفير حاسبة مستقلة لكل طالب. للكلية الآن 12 مختبرا طبيا و25 مختبرا هندسيا وعلميا، منها مخصصة لتدريس الحاسبات وهندسة البرمجيات واللغات البرمحية ومختبرات طبية وتحليلية أيضاً، وقد استحدثت مختبرات جديدة للأقسام الهندسية في التصميم الرقمي الإلكتروني وشبكات الحاسبات كما تضم الكلية مرسماً لطلبة الأقسام الهندسية.
وفي هذا المجال تتوفر حالياً المختبرات الآتية في الكلية:
- مختبرات برمجة الحاسبات.
- مختبرات تركيب وصيانة الحاسبات.
- مختبرات المعالجات الدقيقة.
- مختبرات السيطرة.
- مختبرات الانترنيت والشبكات.
- مختبرات الإلكترونك والدوائر الكهربائية.
- الورش والمعامل لقسم التبريد والتكييف.
- مختبرات التبريد.
- مختبرات طب الأسنان.
- مختبرات الصيدلة.
- بالأضافة إلى قاعات الرسم ومختبرات الرسم بالحاسوب.

## مكتبة الكلية
تأسست مكتبة كلية الرافدين مع تأسيس الكلية في عام 1988 لغرض تقديم الخدمات المكتبة والتوثيقية وتوفير مستلزمات البحث العلمي والرجوع إلى المصادر العلمية، وعملت على تعزيز المكتبة بالإصدارات الحديثة ومتابعة إقامة المعارض المتخصصة للكتب والتبادل والإهداء والتعاون مع المكتبات الجامعية المتخصصة، وفد تمت توسعتها لتشمل الكثير من المصنفات والكتب العلمية القديمة منها والحديثة.

## مجلة كلية الرافدين الجامعة للعلوم
قامت الكلية بإصدار مجلة علمية دورية محكمة متخصصة تحمل اسم (مجلة كلية الرافدين الجامعة للعلوم)، ضمن دوريات وزارة التعليم العالي والبحث العلمي. وتحمل المجلة رقم إيداع في دار الكتب والوثائق التابعة لوزارة الثقافة 658/1998 ورقم دولي للإصدارات العلمية Issn/1681 – 6870.
وقد صدر العدد الأول من المجلة في نهاية عام 1998 بالرغم من ظروف الحصار ذلك الوقت وكان آخرها العدد (17) في عام 2005. وبلغ عدد البحوث المنشورة في المجلة حتى الآن (306) بحثاً شارك في إعدادها (565) باحثاً من داخل الكلية وخارجها. نالت المجلة شهادة تقديرية من وزارة التعليم العالي والبحث العلمي لنشاطها العلمي المتميز عام 2002.

## وحدة التعليم المستمر
تشكلت هذه الوحدة المرتبطة بمكتب الرافدين للاستشارات العلمية لغرض الإعداد والإشراف ومتابعة الدورات التعليمية وتقديم الاستشارات والخدمات العلمية والفنية والتدريبية إلى دوائر الدولة والقطاع العام والمختلط. والإعداد والإشراف على دورات التقوية التي تقيمها هذه الوحدة في العطلة الربيعية والصيفية لقاء أجور مناسبة من الطلبة. كما تسهم هذه الوحدة في إعداد والإشراف على دورات التدريب الصيفي لطلبة المرحلتين الثالثة والرابعة لأقسام الكلية كافة والذين لم يستوفوا تدريبهم في دوائر الدولة.

## وحدة التدريب الصيفي
تقوم وحدة التدريب الصيفي بمهمة إعداد برامج تدريبية مختلفة لطلبة المرحلة الثالثة للأقسام كافة كل حسب اختصاصه وفي ثلاث وجبات ربيعية ووجبتين في شهري تموز (يوليو) آب (أغسطس)، وكذلك الإشراف على تطبيق هذه البرامج على وفق مناهج تدريبية مقترحة من الأقسام العلمية تتوافق مع مستوى التطور العلمي.
وتتولى هذه الوحدة التنسيق مع دوائر الدولة لتدريب الطلبة لديها الضافي إلى الدورات التطبيقية التي تساهم فيها مختبرات الكلية لاختصاصات الكلية المختلفة، ومن أجل ضمان الكفاءة في تنفيذ هذه الدورات تعد خطه سنوية تناقش في مجلس الكلية ويجري في نهاية العام الدراسي تقديم علمي لتنفيذها يناقش هو الآخر في المجلس لتأشير الجوانب الإيجابية ومحاولة حل المعوقات.

## روابط خارجية
- الموقع الرسمي للكلية